# واچه اوهانیان
واچه آریستاکسی اوهانیان (ارمنی: Վաչե Արիստակեսի Օհանյան؛  زادهٔ ۱۹۰۵ - درگذشته ۶ مارس ۱۹۹۲)، نویسنده اهل ارمنستان بود.

## زندگی‌نامه
وی در ۱۹۰۵ در تبریز به دنیا آمد و از دانشگاه دولتی ایروان فارغ‌التحصیل شد. وی شاگرد هراچیا آچاریان بود. بین سال‌های ۱۹۲۲ تا ۱۹۲۸ عضو کومسومول و از سال ۱۹۲۵ عضو حزب کمونیست اتحاد شوروی بود.  وی در ۶ مارس ۱۹۹۲ در سن ۸۷ سالگی در ایروان درگذشت.